# Il Mattino della Domenica
Il Mattino della Domenica è un settimanale di lingua italiana del Canton Ticino (Svizzera).
Il settimanale venne fondato nel 1990 e dal 1991 è l'organo ufficiale della Lega dei Ticinesi.
La sede del settimanale è a Lugano in via Monte Boglia 6. Ha una tiratura di 60 000 copie (dato del 2018). Il direttore responsabile è stato l'editore luganese Giuliano Bignasca, il quale è stato anche presidente a vita del partito fino alla morte.
Dall'ottobre 2007 Il Mattino della Domenica è affiancato dal quotidiano online MattinOnline. Il MattinOnline conta circa 200.000 visite al mese.
Il MattinOnline e Il Mattino della Domenica si sono distinti per alcuni articoli che hanno provocato interrogazioni parlamentari e l'apertura di inchieste giudiziarie.

## Finanziamento
Il Mattino della domenica è il primo settimanale gratuito del Ticino e viene distribuito nelle apposite cassette verdi ogni domenica. I costi sono parzialmente coperti dalla pubblicità e dalle offerte e dagli abbonamenti dei sostenitori.